# پارکومتر

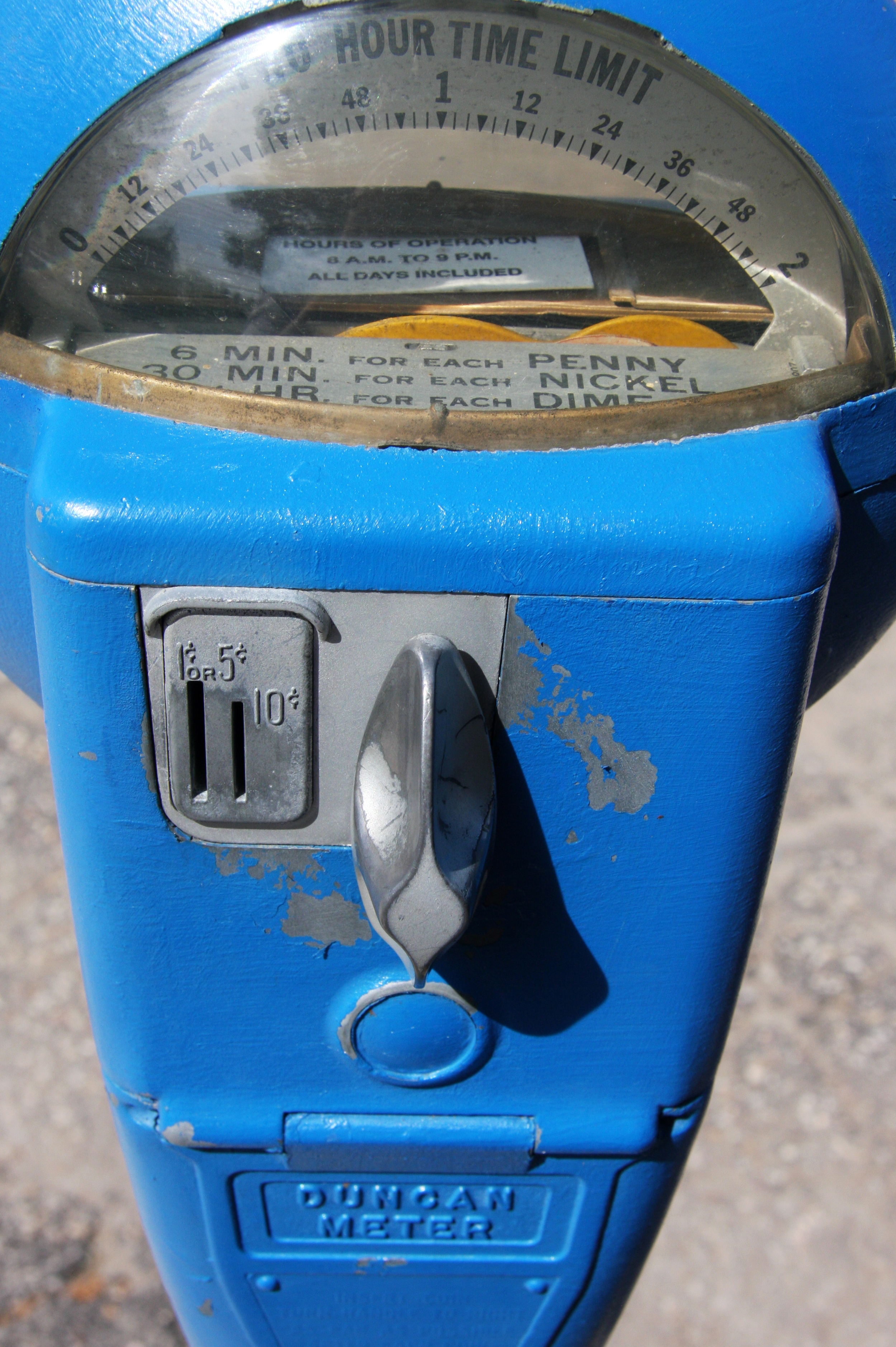
پارکومتر کاملاً مکانیکی با مارک دانکن که با سکه کار می‌کند.

پارکومتر (به انگلیسی: Parkometer) دستگاهی است که برای جمع‌آوری پول و پرداخت هزینه پارک خودرو در یک محل خاص برای مدت زمانی محدود استفاده می‌شود. پارکومترها توسط شهرداریها به عنوان ابزاری برای اجرای یکپارچه طرحهای مدیریت ترافیک در معابر شهری نصب و راه اندازی می‌شوند اما ممکن است اهداف تجاری و درآمدزایی هم داشته باشند.

## تاریخچه

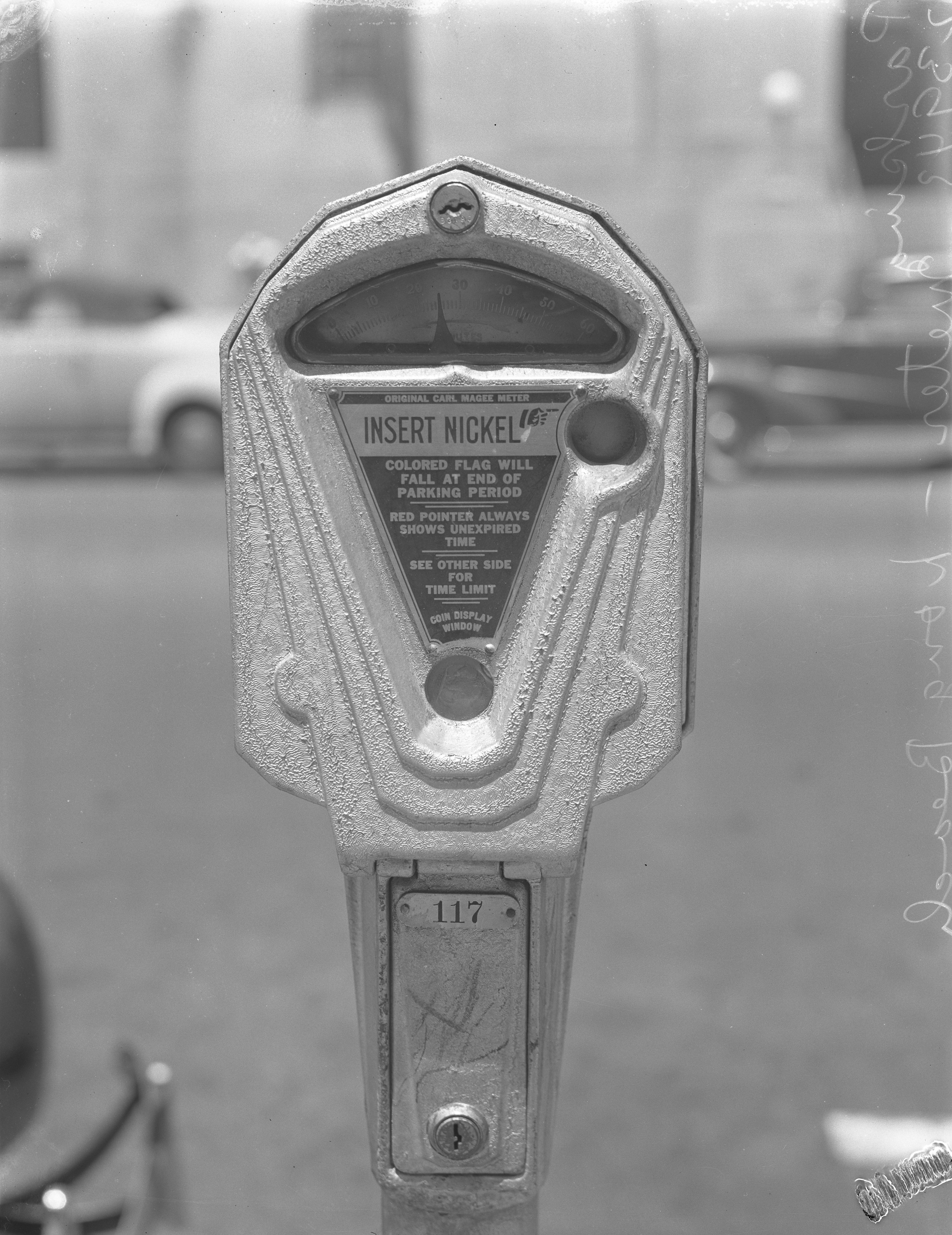
پارکومتری مربوطه به دهه ۱۹۴۰.

قدیمی‌ترین پروانه ثبت اختراع برای پارکومتر در پایگاه ثبت اختراع یو اس پتنت مربوط به راجر بابسون است که در تاریخ ۳۰ اوت ۱۹۲۸ به ثبت رسیده است. نیروی برق این پارکومتر از خودروی متوقف شده تأمین می‌شد و بنابراین خودرو باید به پارکومتر وصل می‌شد.
هولگر جورج توسن (Thuesen) و جرالد آ. هیل اولین پارکومتر کاربردی را با نام Black Maria در سال ۱۹۳۵ ساختند. این دو نفر، استادان مهندسی در دانشگاه ایالتی اوکلاهاما بودند و شروع به کار پارکومتر آنها در سال ۱۹۳۳ به درخواست وکیل و روزنامه‌نگار اوکلاهامایی کارل سی. مگی (Carl C. Magee) انجام شد. برای اولین بار در جهان، پارکومتر در شهر اکلاهما سیتی در ۱۶ ژوئیه سال ۱۹۳۵ نصب و راه اندازی شد. مگی سند ثبت اختراع برای دستگاه خود را در ۲۴ مارس ۱۹۳۸ دریافت کرد.
تولید صنعتی پارکومتر در سال ۱۹۳۶ شروع شد و تا اواسط به یک صنعت گسترده تبدیل شد. مدل‌های اولیه پارکومتر سکه قبول می‌کردند و شماره‌گیری و صفحه و پرچم مشخصی داشتند که نشان می‌داد که پول پرداخت شده است و زمان انقضا نیز مشخص می‌شد. این مدل‌ها تا چهل سال به همین شکل و بدون تغییر خاصی تولید می‌شدند.
با انداختن سکه به داخل پول سنج یا کشیدن یک کارت اعتباری یا کارت هوشمند و تأیید، تایمر پارکومتر فعال می‌شود. امروزه پرداخت از طریق تلفن همراه هم امکانپذیر شده است. عمدتاً نوع سکه‌های مورد قبول، محدود است. برای مثال در هکنساک نیوجرسی تمام پارکومترها تنها سکه کوارتر قبول می‌کنند.
در سال ۱۹۶۰ در شهر نیویورک برای نخستین بار از نیروهای "پارکبان" استفاده شد که در آن زمان همگی زن بودند. در سال ۱۹۶۷ که نخستین پارکبان مرد هم استخدام شد.
در اواسط دهه ۱۹۸۰ پارکومترهای دارای صفحات دیجیتالی به بازار عرضه شدند که جایگزین پارکومترهای تماماً مکانیکی شدند.

با آغاز دهه ۱۹۹۰ میلیون‌ها پارکومتر در سراسر جهان فروخته شده بود اما نیاز به فناوریهای جدیدتر مانند پرداخت و نمایش و پرداخت با پول الکترونیکی و فناوری‌های ارتباطی به وجود آمد که صنعت پارکومتر به این سوی رفت. 

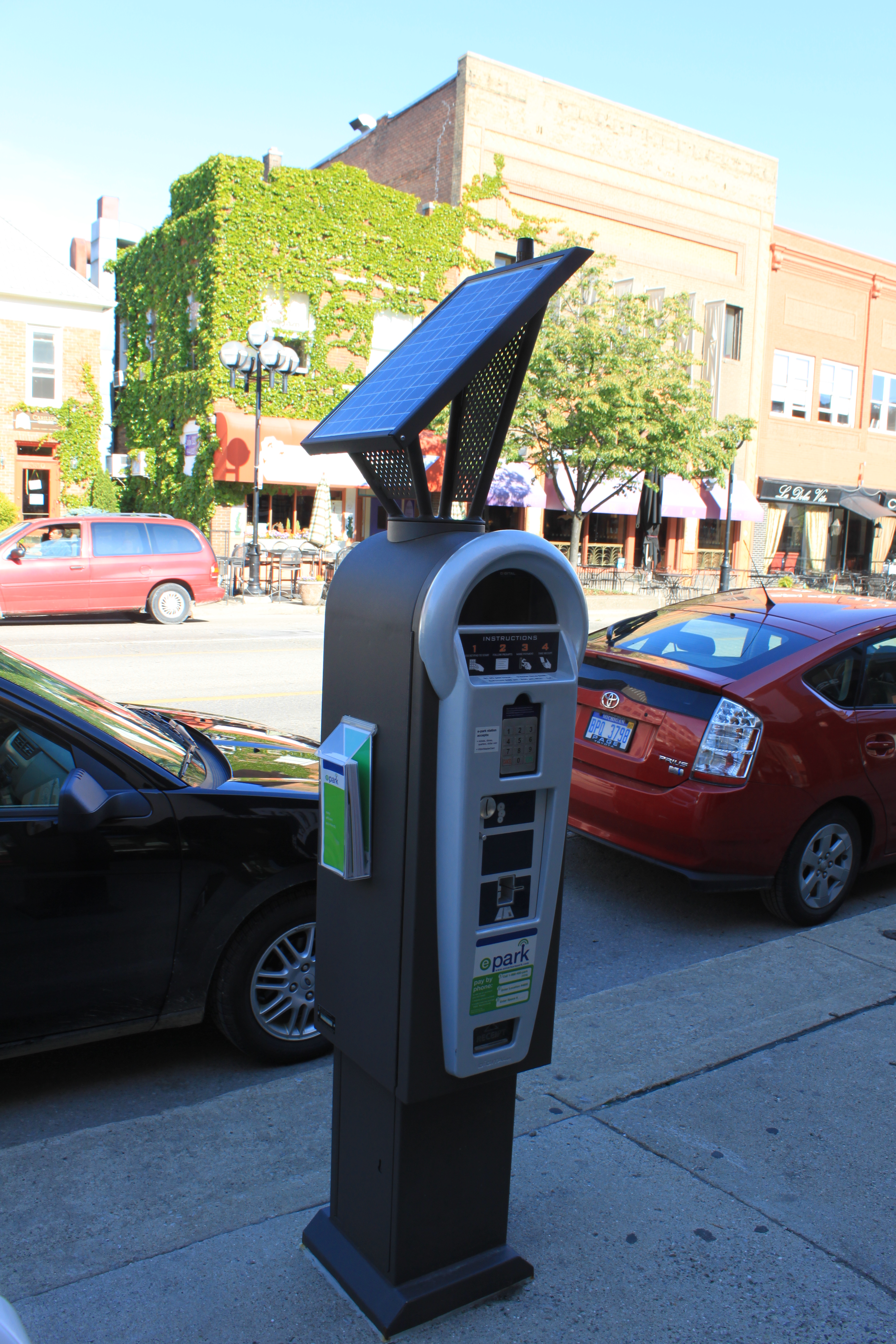
یک پارکومتر چندگانه خورشیدی در Ann Arbor, Michigan.

### به‌طور کامل الکتریکی
پارکومترهای مدرن عمدتاً با نام پارکومتر چندگانه (چندفضایی multispace) شناخته می‌شوند که بر خلاف پارکومترهای قدیمی، توانایی اداره چند جای پارک به صورت همزمان را دارند که به‌طور معمول ۸ تا ۱۲ جای پارک است. گاه تعداد جای پارک محدود نیست و این دستگاه‌ها به تعداد نامحدود، بلیط یا مجوز پارک می‌فروشند. این دستگاه‌ها بهره‌وری بالاتری دارند.

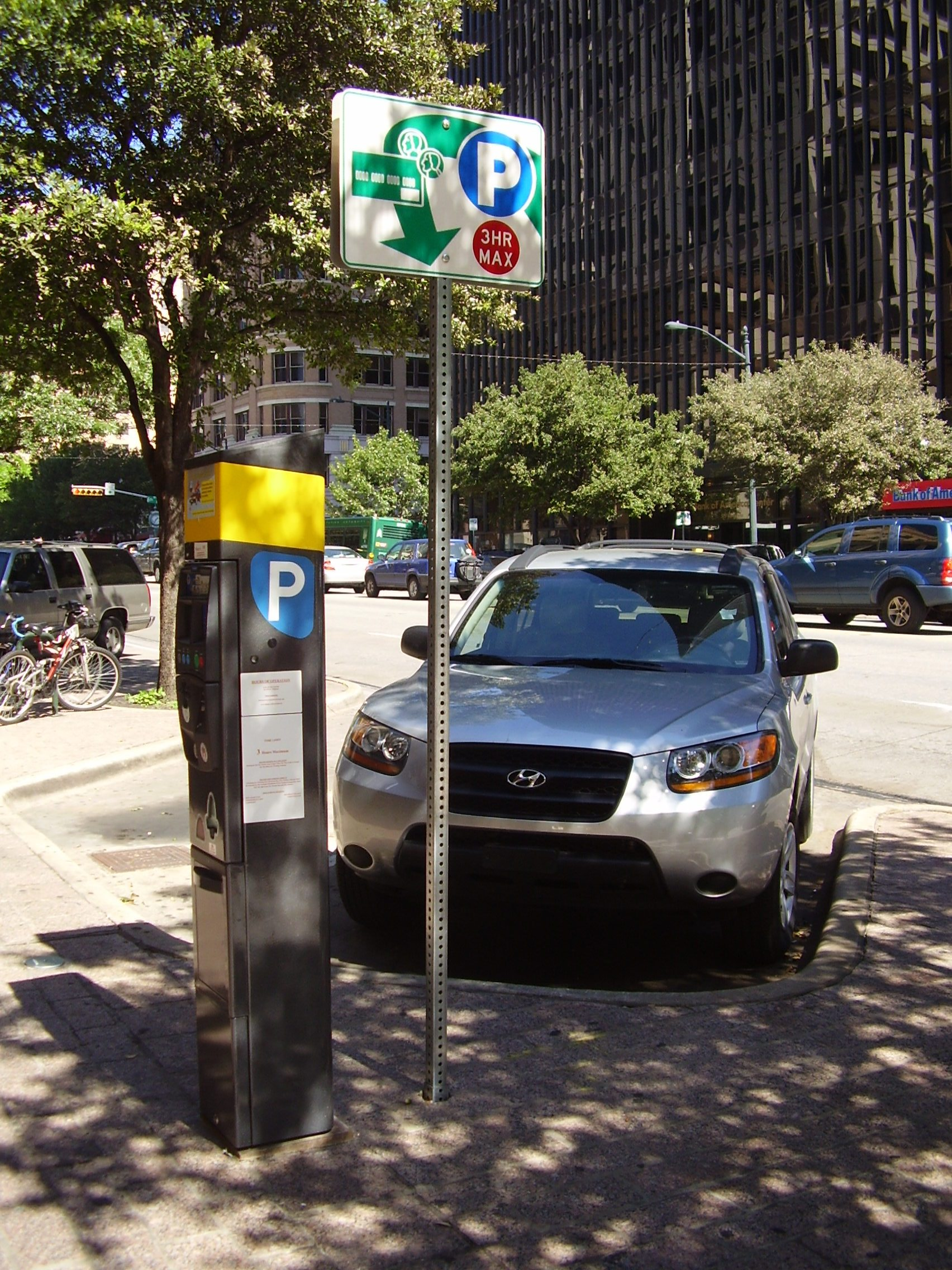
پارکومتری در آوستین تگزاس.

از پیشرفت‌های دیگری که در پارکومترها صورت گرفته است، یکی توانایی تشخیص خالی یا پر بودن هر یک از جاهای پارک موجود در محدوده تحت کنترل پارکومتر است. برخی پارکومترها اجازه پرداخت اضافه و تمدید زمان پارک از طریق تلفن همراه را می‌دهند. زمان انقضا از پیش از طریق تلفن همراه به اطلاع رانندگان می‌رسد. در مادرید، پارکومترها، خودروهای هیبریدی و الکترونیکی را تشخیص و به آنها تخفیف می‌دهند. در لس آنجلس امکان رزرو کردن جای پارک توسط راننده از طریق تلفن همراه و ارتباط با پارکومتر وجود دارد.
یکی دیگر از پیشرفتهای جدید در حوزه پارکومتر، تولید پارکومتر خورشید است که هم‌زمان سکه و کارت اعتباری می‌پذیرد.

### مسائل امنیتی
پارکومترها در معرض آب و هوا و خرابکاری عمدی هستند؛ بنابراین حفاظت از دستگاه و پول نقد موجود در آنها یک اولویت است. 

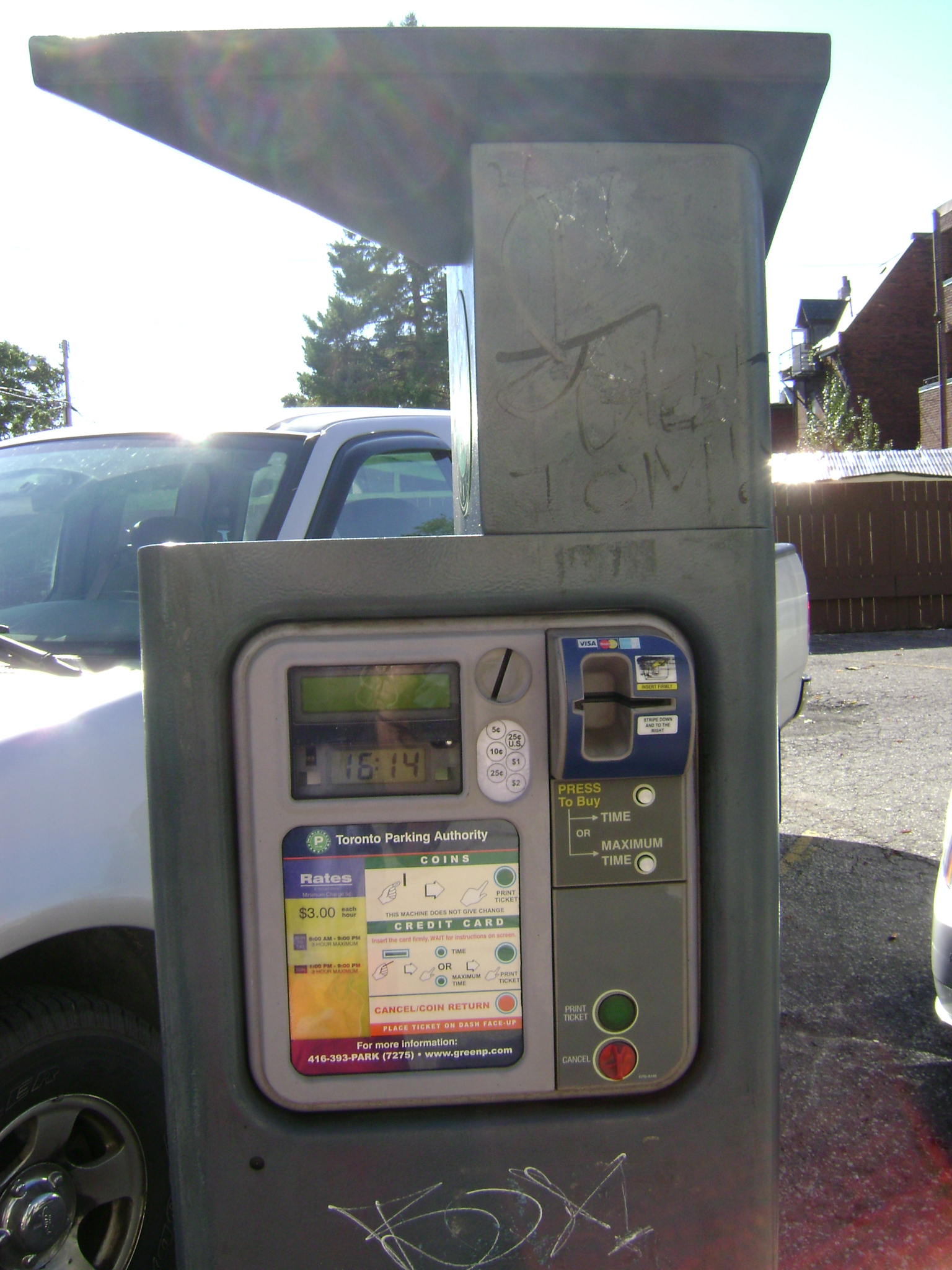
ماشین پارکومتر در تورنتو.

### مسائل قانونی پارکومتر
پارکومترها اگر برای کنترل ترافیک استفاده شوند قانونی هستند و اگر برای کسب درآمد باشند ممکن است غیرقانونی محسوب شوند. دادگاه‌های مختلف آرایی در این زمینه صادر کرده‌اند.